# Inline-Alpin-Weltmeisterschaften 2014

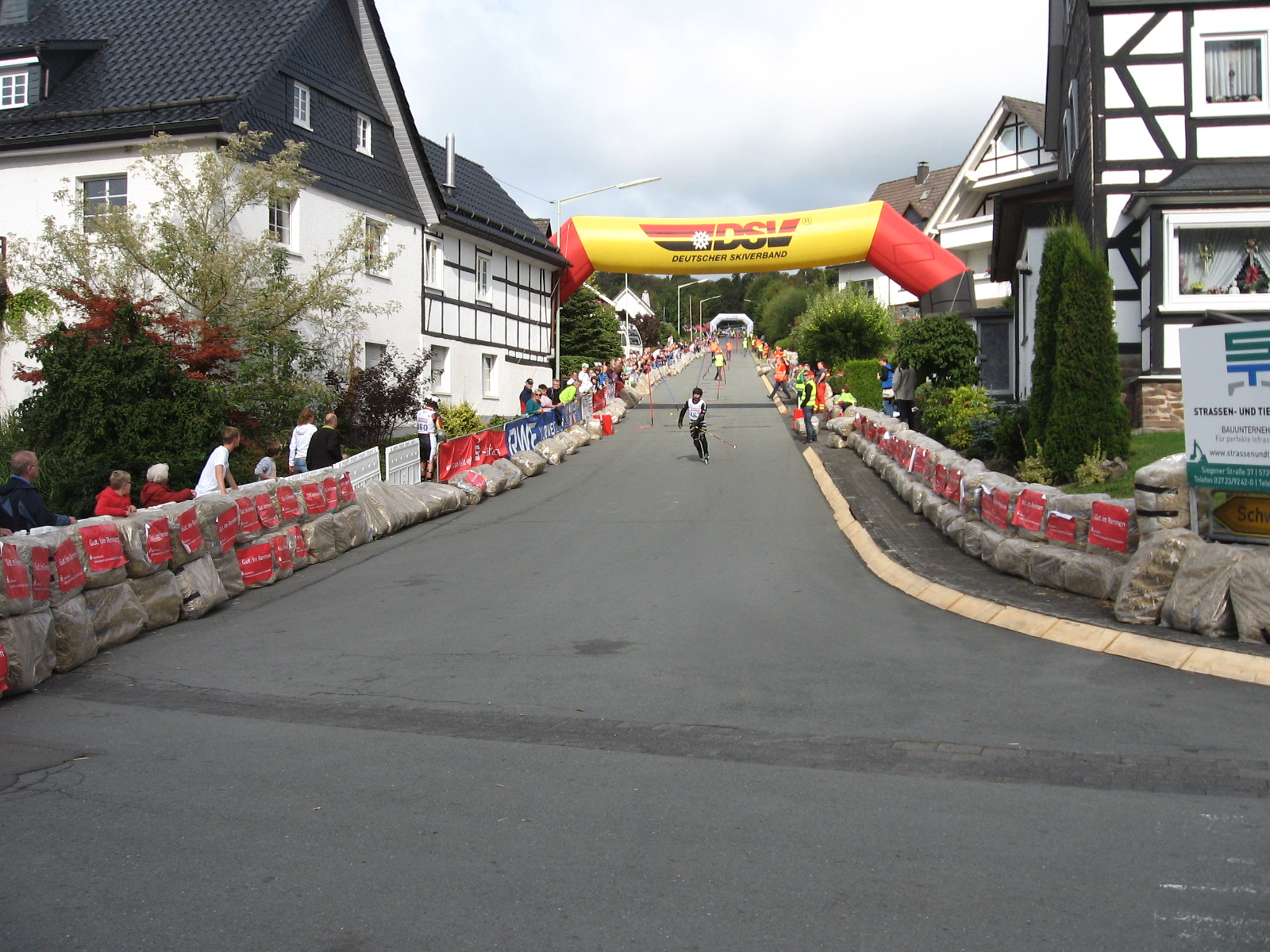
Läufer beim ersten Lauf des Parallelslaloms

Die Inline-Alpin-Weltmeisterschaften 2014 fand vom 11. bis 14. September in Oberhundem, einem Ortsteil der Gemeinde Kirchhundem (Kreis Olpe) im deutschen Bundesland Nordrhein-Westfalen statt. Die Veranstalter des Inline-Alpin-Weltcups 2014 waren der World Inline Alpine Committee (WIAC) und die Fédération Internationale de Roller Sports (FIRS). Ausrichter waren der Deutsche Skiverband (DSV) und der Verein Ski-Club Oberhundem.

## Infos
Oberhundem hatte sich um die Ausrichtung beworben, nachdem die japanische Stadt Nagano ihre Bewerbung zurückgezogen hatte, und am 12. Oktober 2013 den Zuschlag erhalten.
Die Eröffnungsfeier fand am 11. September 2014 um 19.30 Uhr auf Pastorsgarten, dem zentralen Dorfplatz Oberhundems, statt. 46 der rund 160 Teilnehmer übernachteten auf Feldbetten in der Turnhalle oder Zelten. Nach dem Slalomwettbewerb gab es eine Abschlussfeier. 120 Helfer waren in die Ausrichtung der Veranstaltung eingebunden.

## Teilnehmer
| Europa (7 Länder)                               | Europa (7 Länder)                 | Europa (7 Länder) |
| ----------------------------------------------- | --------------------------------- | ----------------- |
| - Deutschland - Italien - Lettland - Österreich | - Slowakei - Spanien - Tschechien |                   |
| Amerika (1 Land)                                |                                   |                   |
| - Argentinien                                   |                                   |                   |
| Asien (1 Land)                                  |                                   |                   |
| - Japan                                         |                                   |                   |

## Streckendaten
|                    | Riesenslalom                          | Parallelslalom                        | Team Slalom        | Slalom          |
| ------------------ | ------------------------------------- | ------------------------------------- | ------------------ | --------------- |
| Datum              | 11. September                         | 12. September                         | 13. September      | 14. September   |
| Startzeit 1. Lauf  | 14:24 Uhr                             | 10:00 Uhr                             | 9:30 Uhr           | 9:30 Uhr        |
| Startzeit 2. Lauf  | 17:15 Uhr                             | –                                     | 10:45 Uhr          | 13:00 Uhr       |
| Seehöhe Start      | 457 m                                 | 431 m                                 | 431 m              | 436 m           |
| Seehöhe Ziel       | 420 m                                 | 407 m                                 | 407 m              | 407 m           |
| Höhendifferenz     | 37 m                                  | 24 m                                  | 24 m               | 29 m            |
| Streckenlänge      | 452 m                                 | 328 m                                 | 328 m              | 386 m           |
| Kurssetzer 1. Lauf | P. Meyer (GER)                        | P. Meyer (GER)                        | R. Börsig (GER)    | J. Rumpf (GER)  |
| Kurssetzer 2. Lauf | P. Meyer (GER)                        | –                                     | M. Losio (ITA)     | V. Kesely (SVK) |
| Tore 1. Lauf       | 27                                    | 24                                    | 30                 | 36              |
| Tore 2. Lauf       | 27                                    | –                                     | 30                 | 38              |
| Wetter             | bewölkt bis sonnig, insgesamt trocken | bewölkt bis sonnig, insgesamt trocken | bewölkt bis neblig | bewölkt         |
| Temperatur         | ?                                     | 12 °C                                 | 11 °C              | 15 °C           |

## Medaillenspiegel

### Nationen
| Platz | Land        | Gold | Silber | Bronze | Gesamt |
| ----- | ----------- | ---- | ------ | ------ | ------ |
| 1     | Deutschland | 7    | 5      | 6      | 18     |
| 2     | Lettland    | 0    | 2      | 0      | 2      |
| 3     | Tschechien  | 0    | 0      | 1      | 1      |

### Sportler
| Platz | Sportler(in)              | Land | Gold | Silber | Bronze | Gesamt |
| ----- | ------------------------- | ---- | ---- | ------ | ------ | ------ |
| 1     | Ann Krystina Wanzke       | GER  | 3    | 0      | 1      | 4      |
|       | Manuel-Alessandro Zörlein | GER  | 3    | 0      | 1      | 4      |
| 3     | Marco Walz                | GER  | 2    | 0      | 0      | 2      |
| 4     | Jana Börsig               | GER  | 1    | 0      | 1      | 2      |
|       | Susanne Weber             | GER  | 1    | 0      | 1      | 2      |
| 6     | Mona Sing                 | GER  | 0    | 2      | 0      | 2      |
|       | Kristaps Zvejnieks        | LAT  | 0    | 2      | 0      | 2      |
| 8     | Lukas Bleicher            | GER  | 0    | 1      | 0      | 1      |
|       | Adrian Griesser           | GER  | 0    | 1      | 0      | 1      |
|       | Marina Seitz              | GER  | 0    | 1      | 0      | 1      |
|       | Ieva Meldere              | LAT  | 0    | 1      | 0      | 1      |
|       | Marta Gara                | LAT  | 0    | 1      | 0      | 1      |
|       | Miks Zvejnieks            | LAT  | 0    | 1      | 0      | 1      |
| 14    | Maximilian Merz           | GER  | 0    | 0      | 1      | 1      |
|       | Sven Ortel                | GER  | 0    | 0      | 1      | 1      |
|       | Lisa Stäudinger           | GER  | 0    | 0      | 1      | 1      |
|       | Barbora Prochazkova       | CZE  | 0    | 0      | 1      | 1      |
|       | Gabriela Kudelaskova      | CZE  | 0    | 0      | 1      | 1      |
|       | Petr Brandtner            | CZE  | 0    | 0      | 1      | 1      |
|       | Jan Moller                | CZE  | 0    | 0      | 1      | 1      |

## Ergebnisse Herren

### Riesenslalom
| Platz | Name                      | Land | Zeit 1. | Zeit 2. | Gesamt      |
| ----- | ------------------------- | ---- | ------- | ------- | ----------- |
| 01    | Manuel-Alessandro Zörlein | GER  | 33,46 s | 32,67 s | 1:06,13 min |
| 02    | Lukas Bleicher            | GER  | 33,44 s | 33,57 s | 1:07,01 min |
| 03    | Maximilian Merz           | GER  | 33,54 s | 33,57 s | 1:07,11 min |
| 04    | Simon Haseneder           | GER  | 33,70 s | 33,61 s | 1:07,31 min |
| 05    | Dominicus Wiedenmayer     | GER  | 33,77 s | 33,76 s | 1:07,53 min |
| 06    | Franz-Josef Meyer         | GER  | 34,01 s | 33,55 s | 1:07,56 min |
| 07    | Ricco Walz                | GER  | 33,76 s | 33,97 s | 1:07,73 min |
| 08    | Petr Brandtner            | CZE  | 34,07 s | 33,69 s | 1:07,76 min |
| 09    | Sebastian Schwab          | GER  | 33,88 s | 33,91 s | 1:07,79 min |
| 10    | Adrian Griesser           | GER  | 33,69 s | 34,14 s | 1:07,83 min |

Von 81 gemeldeten Läufern kamen 48 in die Wertung.

### Parallelslalom
| Platz | Name                      | Land |
| ----- | ------------------------- | ---- |
| 01    | Marco Walz                | GER  |
| 02    | Adrian Griesser           | GER  |
| 03    | Manuel Alessandro Zörlein | GER  |
| 04    | Kristaps Zvejnieks        | LAT  |
| 05    | Noah Sing                 | GER  |
| 06    | Moritz Doms               | GER  |
| 07    | Sven Ortel                | GER  |
| 08    | Sebastian Schwab          | GER  |
| 09    | Miks Zvejnieks            | LAT  |
| 10    | Massimilian Losio         | ITA  |

In der Qualifikation traten 74 gemeldeten Läufer an und drei gingen nicht an den Start.

### Slalom
| Platz | Name                      | Land | Zeit 1. | Zeit 2. | Gesamt  |
| ----- | ------------------------- | ---- | ------- | ------- | ------- |
| 01    | Manuel-Alessandro Zörlein | GER  | 23,42 s | 21,67 s | 45,09 s |
| 02    | Kristaps Zvejnieks        | LAT  | 23,65 s | 21,76 s | 45,41 s |
| 03    | Sven Ortel                | GER  | 24,16 s | 22,04 s | 46,20 s |
| 04    | Jörg Bertsch              | GER  | 24,41 s | 22,32 s | 46,73 s |
| 05    | Miks Zvejnieks            | LAT  | 24,76 s | 22,50 s | 47,26 s |
| 06    | Sebastian Schwab          | GER  | 24,99 s | 22,38 s | 47,37 s |
| 07    | Massimiliano Losio        | ITA  | 24,75 s | 23,02 s | 47,77 s |
| 08    | Lukas Bleicher            | GER  | 24,85 s | 23,01 s | 47,86 s |
| 09    | Stefano Belingheri        | ITA  | 25,20 s | 22,69 s | 47,89 s |
| 10    | Adrian Griesser           | GER  | 25,25 s | 22,86 s | 48,11 s |

Von 82 gemeldeten Läufern kamen 40 in die Wertung.

## Ergebnisse Damen

### Riesenslalom
| Platz | Name                | Land | Zeit 1. | Zeit 2. | Gesamt      |
| ----- | ------------------- | ---- | ------- | ------- | ----------- |
| 01    | Ann Krystina Wanzke | GER  | 34,49 s | 34,14 s | 1:08,63 min |
| 02    | Marina Seitz        | GER  | 34,38 s | 34,87 s | 1:09,25 min |
| 03    | Susanne Weber       | GER  | 34,53 s | 34,74 s | 1:09,27 min |
| 04    | Manuela Schmohl     | GER  | 35,04 s | 34,30 s | 1:09,34 min |
| 05    | Mona Sing           | GER  | 35,02 s | 34,63 s | 1:09,65 min |
| 06    | Mira Börsig         | GER  | 35,19 s | 35,11 s | 1:10,30 min |
| 07    | Lara Kögel          | GER  | 35,20 s | 35,13 s | 1:10,33 min |
| 08    | Alessandra Veit     | GER  | 35,36 s | 35,18 s | 1:10,54 min |
| 09    | Ulrike Bertsch      | GER  | 35,30 s | 35,40 s | 1:10,70 min |
| 10    | Barbora Prochazkova | CZE  | 35,44 s | 35,42 s | 1:10,86 min |

Von 78 gemeldeten Läuferinnen kamen 46 in die Wertung.

### Parallelslalom
| Platz | Name                | Land |
| ----- | ------------------- | ---- |
| 01    | Susanne Weber       | GER  |
| 02    | Mona Sing           | GER  |
| 03    | Lisa Stäudinger     | GER  |
| 04    | Alexa Brust         | GER  |
| 05    | Ulrike Bertsch      | GER  |
| 06    | Ann Krystina Wanzke | GER  |
| 07    | Alessandra Veit     | GER  |
| 08    | Manuela Schmohl     | GER  |
| 09    | Marina Seitz        | GER  |
| 10    | Claudia Wittmann    | GER  |

In der Qualifikation traten 74 gemeldeten Läuferinnen an.

### Slalom
| Platz | Name                 | Land | Zeit 1. | Zeit 2. | Gesamt  |
| ----- | -------------------- | ---- | ------- | ------- | ------- |
| 01    | Ann Krystina Wanzke  | GER  | 24,81 s | 23,47 s | 48,28 s |
| 02    | Mona Sing            | GER  | 25,40 s | 24,19 s | 49,59 s |
| 03    | Jana Börsig          | GER  | 25,79 s | 23,87 s | 49,66 s |
| 04    | Marina Seitz         | GER  | 25,93 s | 24,32 s | 50,25 s |
|       | Claudia Wittmann     | GER  | 26,00 s | 24,25 s | 50,25 s |
| 06    | Susanne Weber        | GER  | 26,02 s | 24,28 s | 50,30 s |
| 07    | Gabriela Kudělásková | CZE  | 26,14 s | 24,58 s | 50,72 s |
| 08    | Alessandra Veit      | GER  | 26,25 s | 24,63 s | 50,88 s |
| 09    | Ulrike Bertsch       | GER  | 26,45 s | 24,68 s | 51,13 s |
| 10    | Magdalena Gruber     | GER  | 26,58 s | 24,58 s | 51,16 s |

Von 84 gemeldeten Läuferinnen kamen 47 in die Wertung.

## Team Slalom
| Platz | Team | Name                                                                               | Zeit 1.                         | Zeit 2.                         | Gesamt      |
| ----- | ---- | ---------------------------------------------------------------------------------- | ------------------------------- | ------------------------------- | ----------- |
| 01    | GER  | Jana Börsig Ann Krystina Wanzke Manuel-Alessandro Zörlein Marco Walz               | 24,41 s 23,25 s 22,27 s 23,17 s | 26,47 s 25,43 s 24,02 s 25,11 s | 3:14,13 min |
| 02    | LAT  | Ieva Meldere Marta Gara Miks Zvejnieks Kristaps Zvejnieks                          | 25,53 s 25,61 s 24,08 s 21,57 s | 28,52 s 28,42 s 25,15 s 24,24 s | 3:23,12 min |
| 03    | CZE  | Barbora Prochazkova Gabriela Kudělásková Petr Brandtner Jan Moller                 | 25,52 s 24,56 s 23,91 s 24,58 s | 27,73 s 27,22 s 26,27 s 27,19 s | 3:26,98 min |
| 04    | ITA  | Alice Bianchi Irene Colombo Cristian Losio Massimiliano Losio                      | 28,27 s 27,30 s 22,84 s 23,50 s | 36,53 s 29,81 s 26,86 s 27,40 s | 3:42,51 min |
| 05    | AUT  | Sandra Herbst Manuela Breitfuss Stefan Gritsch Leon Rainer                         | 28,23 s 27,52 s 26,18 s 26,83 s | 34,96 s 32,52 s 26,83 s 32,01 s | 3:55,08 min |
| 06    | ESP  | Irati Belio Garrido Nuria Requejo Garcia Sergio Mendez Perez Marc Morera Dominguez | 28,25 s 35,80 s 27,37 s         | 33,93 s 30,48 s 29,87 s 28,53 s | 4:01,97 min |
| 07    | SVK  | Barbora Liptakova Lenka Kesela Marian Miklusek Dusan Ambros                        | 33,87 s 26,35 s Disq. 26,37 s   | 29,11 s 28,49 s - 25,11 s       | 2:52,66 min |